# 馬克·武契諾維奇
馬克·武契諾維奇（德語：Marc Vucinovic；1988年9月19日—）是一位德國足球運動員。在場上的位置是中場。他現在效力於德國足球甲級聯賽球隊帕德博恩足球俱樂部。